# Котао (суд)
Котао је затворена посуда у којој се вода или неки други медији загрева. Најчешћи грејани медиј у котлу је вода, сви други медији се употребљавају веома ретко. Котлови с водом деле се на котлове за загрејавање воде (топла вода се користи за загревање; нпр. централно грејање), и на котлове који греју воду на веће температуре и тако производе пару. Такви котлови се називају парни котлови или генератори паре. Њихова величина, количина, притисак и температура произведене паре зависе од специфичности њихове намене, као и од места где су уграђени.

## Подела
Парни котлови су котлови који служе за производњу водене паре, коју касније користе потрошачи, било за грејање, у грејачима или за погон код парних машина и турбинама. Постоји више врста парних котлова, различитих по изгледу, намени, притиску, температури,...
Прва подела котлова је према радном притиску на:
- нископритисне (до 7 бара)
- средњопритисне (до 22 бара)
- високопритисне (преко 22 бара)

По врсти паре коју производе:
- мокру пару
- засићену пару
- суву пару

По количини произведене паре:
- малог капацитета
- средњег капацитета
- великог капацитета

По својим конструкцијским особинама:
- Ватроцевни котлови
- Водоцевни котлови

По гориву које употребљавају, тј. врсти ложишта:
- котлови на угаљ
- котлови на текућа горива (нафта, лож уље,...)

Према смеру струјања паре кроз турбину:
- Аксијални
- Радијални

Према деловању паре на роторске лопатице:
- Акционе
- Реакционе

## Историја
Иако је било покушаја искоришћавања водене паре за машинску употребу и раније (нпр. Хелиогабалова сфера), стварна употреба паре почиње тек крајем седамнаестог века. Тада се пара почиње употребљавати за производњу механичке енергије, а котао као уређај за производњу паре. Први котлови су били врло примитивни, сличили су данашњем експрес лонцу, испод којих је било отворено ложиште, у којем је горело дрво или угаљ.
Побољшавањем првих конструкцијских решења, негдје око 1812. године направљена је први цилиндрични (Корнволов)котао, ватроцевног котла, који је значио један велики искорак у производњи паре. Корнволови котлови су се употребљавали за производњу паре на железници. Модернизирани котлови ватроцевног типа данас су још увек у употреби, а познати су под именом Шкотски котао.
Крајем 18. века, побољшава се конструкција котлова и први пут се производе водоцевни котлови, нови тип котла који има пуно већи степен искоришћења од ватроцевног котла. Године 1867. Џорџ Бабкок и Стефан Вилкокс су произвели котао у којем је уместо плина, цевима пролазила вода која се загревала. То је омогућило смањење величине котла, бољу измену топлоте, мању количину воде у сиситему, дакле мање трошкове. Врло брзо нови тип котла је прузео примат у употреби.
Упоредо с развојем котла, развијао се и сиситем горива за котао. У почетку то је било дрво, које је касније замењено угљем, који има већу топлотну моћ. У 20. веку, угаљ је замењен текућим горивима, која су данас основа врста горива за парне котлове. Након другог свиетског рата, долази до употребе парног котла у систему нуклеарних централа, где се вода претвара у пару топлотом коју ослободи атомска енергија.

## Материјали котла и делови
При изради котла користе се разни материјали зависно од захтеваних својстава материјала. Врста материјала зависи од делу котла о којем се ради.
Главни делови котла су: 
ложиште с гориоником
цевни сноп
облога
арматура
Само тело котла с ложиштем и цевном плочом је најчешће направљено од цементираног челика, нерђајучих челика и ливеног гвожђа. Облога котла је најчешће направљена од термоизолацијских материјала, а за изолацију ложишта се најчешће употребљавају шамотне опеке.
На котлу се могу наћи:
горионик - уређај за горење, тј. производњу топлоте
сигурносни вентили - спречава прекомеран пораст притиска у котлу и његову експлозију
вентили испуста на дну котла
главни вентил
напојни вентил - неповратни вентил на линији напојне воде
вентил за одзрачивање
вентил за одпењивање
манометри
сензори аутоматике
поклопци за преглед и чишћење
плочица с именом и подацима